# 旌暉
旌暉（英語：Jolly Banner），是一匹曾在香港出賽的已退役賽駒，練馬師是姚本輝。

## 簡介
2016/2017馬季，「旌暉」取得三連捷。
2017年9月10日，史卓豐策騎「旌暉」勝出第一班盃賽廣東讓賽盃。
2019年1月6日，潘明輝策騎「旌暉」勝出國際三級賽洋紫荊短途錦標。
2020年6月21日，潘明輝策騎「旌暉」勝出國際三級賽精英盃。
2020年12月13日，巴米高策騎「旌暉」出戰國際一級賽香港短途錦標，取得第二名，僅敗給日本代表「野田重擊」。
2021年6月22日，「旌暉」宣告退役，正式結束其競賽生涯。

## 在港勝出賽事全紀錄
| 比賽日期   | 賽事名稱         | 賽事班次 | 賽道 | 賽事路程 | 比賽馬場 | 名次 | 完成時間 | 騎師   |
| ---------- | ---------------- | -------- | ---- | -------- | -------- | ---- | -------- | ------ |
| 16/04/2016 | 創尋夢想讓賽     | 第三班   | 草地 | 1400米   | 沙田馬場 | 1    | 1:22.23  | 梁家俊 |
| 08/10/2016 | 天水圍讓賽       | 第三班   | 草地 | 1400米   | 沙田馬場 | 1    | 1:21.45  | 梁家俊 |
| 06/11/2016 | LA COLLINE讓賽   | 第二班   | 草地 | 1400米   | 沙田馬場 | 1    | 1:21.92  | 史卓豐 |
| 27/11/2016 | 其士安老院舍讓賽 | 第二班   | 草地 | 1400米   | 沙田馬場 | 1    | 1:22.06  | 史卓豐 |
| 10/09/2017 | 廣東讓賽盃       | 第一班   | 草地 | 1400米   | 沙田馬場 | 1    | 1:21.15  | 史卓豐 |
| 06/01/2019 | 洋紫荊短途錦標   | G3       | 草地 | 1000米   | 沙田馬場 | 1    | 0:56.63  | 潘明輝 |
| 21/06/2020 | 精英盃           | G3       | 草地 | 1400米   | 沙田馬場 | 1    | 1:20.89  | 潘明輝 |

## 外部連結
- . 香港賽馬會. 2019-01-06  [2020-05-22]. （原始内容存档于2019-04-13）.
- . 香港賽馬會. 2020-06-21  [2020-07-03]. （原始内容存档于2020-07-03）.